# Circuit de Masaryk
L'Automotodrom Brno Masaryk ou Brno est un complexe sportif destiné aux sports mécaniques à Brno, en République tchèque.

## Circuit originel
Le tracé d'origine courait dans le sens inverse des aiguilles d'une montre sur environ 29 km de routes publiques à l'ouest de Brno, y compris les villages de Bosonohy et Žebětín. De 1930 à 1937, se tient le Grand Prix de Tchécoslovaquie
Le 25 septembre 1949, la course a eu lieu pour la dernière fois en Tchécoslovaquie une course de Grand Prix automobile (qui a ensuite évolué en Formule 1). Le Grand Prix de Tchécoslovaquie en 1949 a été exécuté dans le sens horaire sur une disposition plus courte de 17,8 km autour de Kohoutovice. Malgré une foule de plus de 400 000 personnes, ce serait le dernier Grand Prix des voitures sur l'ancien circuit.
À partir de 1950, le circuit a accueilli le Grand Prix moto de Tchécoslovaquie, qui est devenu une manche du championnat du monde à partir de 1965. Le circuit avait été à nouveau réduit en longueur à 13,94 km en 1964. Le championnat de voitures de tourisme européennes se tient également dans les années 1980, date à laquelle le circuit avait finalement été réduit à 10,92 km en 1975.

## Circuit moderne
L'actuel circuit permanent a été ouvert en 1987. Il se situe au nord de Kyvalka, dans les limites du circuit utilisé dans les années 1930, mais n'incorporant aucune voie publique. La course de motos s'est déplacée vers le nouveau circuit et a retrouvé son statut de manche du championnat du monde. Une course de championnat du monde de voitures de sport a eu lieu en 1988, et une manche de la série A1 Grand Prix en 2006. C'est aussi le lieu des 6 Heures de Brno.